# Management et pédagogie
 (novembre 2024).

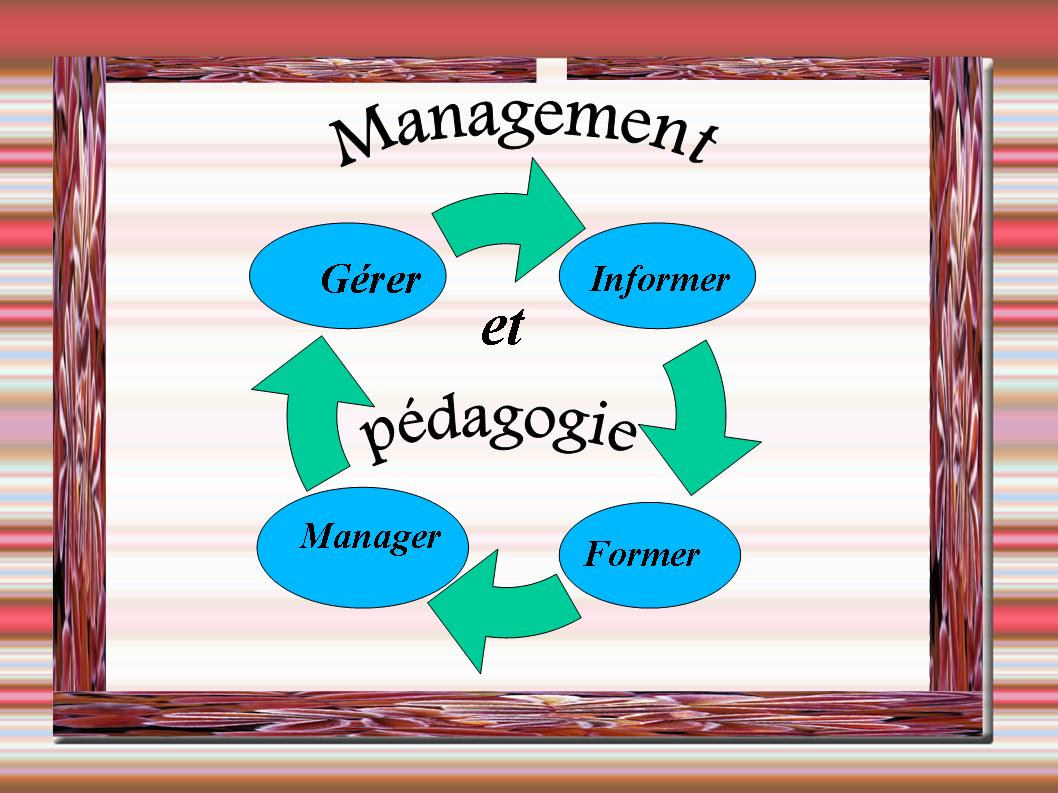
Management et pédagogie

Motif : Le management de la pédagogie et la pédagogie du management sont clairement deux sujets distincts, il faut scinder cet article.
Le management de la pédagogie et la pédagogie du management recouvrent deux notions qui signifient d'un côté l'organisation des ressources pédagogiques et de l'autre l'approche pédagogique nécessaire pour faciliter l'apprentissage de la gestion.
La multiplication des concepts relatifs à la gestion des connaissances recouvrant les mêmes réalités nécessite d'explorer les liens existants entre management et pédagogie afin de situer dans le cadre du Management opérationnel les différentes notions.

## Enjeux des liens entre pédagogie et management
(janvier 2018).
Si vous disposez d'ouvrages ou d'articles de référence ou si vous connaissez des sites web de qualité traitant du thème abordé ici, merci de compléter l'article en donnant les références utiles à sa vérifiabilité et en les liant à la section « Notes et références ».
Le management n'étant pas que l'art de diriger des individus, la pédagogie et le management (la gestion) ne sont pas des concepts concurrents mais complémentaires. En effet, il serait possible de définir (de manière caricaturale) la pédagogie comme l'art de diriger les hommes par un apprentissage. Ainsi la pédagogie et le management ne révèlent pas d'ambiguïtés sémantiques a priori. Il reste que la gestion de projet intègre des aspects de pédagogie d'un point de vue technique qui englobe une bonne part de ce que l'on peut appeler la pédagogie active (de projet).
À l'origine[pas clair], toute démarche de management d'un responsable répond d'abord à la démarche qu'il a choisie de suivre et le pilotage qu'il veut mettre en place. Elle dépend d'abord de lui, des valeurs qui sous-tendent ses actions - le choix par exemple d'un management participatif n'est pas neutre - et de sa capacité à discerner les problèmes qui se posent. Ne pouvant s'occuper lui-même de tous les problèmes à résoudre dans la gestion quotidienne, il doit d'abord déléguer un minimum - voir les problèmes de délégation dans la fiche interne[Quoi ?] - et surtout, gérer par exceptions, c'est-à-dire s'occuper en priorité de « ce qui ne va pas ». La pédagogie est un concept qui n'intègre pas ces préoccupations, ce qui constitue une distinction importante avec le management.
Il est essentiel qu'il existe un lien harmonieux entre ces deux domaines, une approche qui soit de même nature : il est en effet difficile de concevoir une pédagogie active, avec participation des personnes et discussions, si le management est autoritaire. Et inversement, un groupe qui est habitué à un management participatif ne pourrait subir bien longtemps un enseignement didactique et autoritaire. La phase préparatoire à une intervention pédagogique est donc capitale pour assurer un bon déroulement des séances de formation. Cette étape, qui peut paraître mineure dans les enjeux d'une formation, est parfois négligée et peut largement expliquer soit une mauvaise évaluation de l'enseignement dispensé, soit une difficile mise en application des connaissances acquises.

## Pédagogie du management
La pédagogie du management est un outil (en tant qu'ensemble de pratiques pour transmettre un savoir quelconque) de la gestion des ressources humaines ou dans un cadre plus restreint, de la gestion de projet. En effet, le service ressources humaines des entreprises gère les compétences des employés et est par conséquent particulièrement responsable de l'apprentissage, ou de sa diffusion dans l'organisation. S'il garde la maîtrise d'œuvre du dispositif de formation, il doit aussi largement coopérer avec les responsables hiérarchiques qui connaissent bien les besoins des personnes susceptibles de 'partir en formation' et ont déjà normalement discuté avec elles de cette question dans le cadre de bilans personnels ou d'évaluations annuelles selon le système qu'utilise l'entreprise. Pour l'intervention elle-même, il est amené à discuter avec les enseignants pressentis ou déjà retenus des modalités pédagogiques d'intervention et des moyens à mettre en œuvre. (formation dans l'entreprise ou à l'extérieur, salles de travail, supports de travail et de cours, matériel nécessaire à la formation, qui peut aller du simple rétroprojecteur à un réseau informatique interne...) C'est donc finalement le fonctionnement de cette relation tripartite qui va conditionner le bon déroulement de la formation.
Dans une situation de projet, la gestion de projet intègre aussi cette notion. Le projet ou toutes autres formes d'organisation non structurées en service cherche à optimiser l'apprentissage et cherche donc la ou les pédagogies efficientes à utiliser.
La pédagogie active utilise la notion de projet pour améliorer l'implication et l'apprentissage, il existe alors une ambiguïté entre la pédagogie active et la gestion de projet. La gestion de projet recherche l'amélioration de l'implication par la technique d'une certaine conduite du changement, tandis que la pédagogie active théorise l'usage du projet comme source efficiente d'apprentissage. Ces deux concepts recouvrent donc la même réalité mais selon des optiques et buts divergents.
Il faut noter que le recours à la pédagogie n'est pas forcément affaire de spécialistes, en l'occurrence d'enseignants diffusant des cours ou des formations. Cadres, dirigeants ou responsables ont aussi un rôle pédagogique à assumer envers leur personnel, pour susciter le débat, éviter de prendre des décisions sans discussion préalable ou consensus et intégrer le plus possible les personnes dans l'élaboration des processus de production et de la prise de décision.

## Langage et pédagogie
Dans la mesure où il existe des niveaux de langage différents, la question se pose du choix d'un langage à un moment donné et devant un public donné. Il paraît évident que le discours ne peut être identique face à deux auditoires aussi différents que des apprentis ou des étudiants en droit par exemple. Mais en tout état de cause rester, l'enseignant doit adapter son langage à son auditoire, il doit au moins s'en assurer pour éviter par la suite de perdre du temps ou de gérer des problèmes d'incompréhension. (par exemple, lors du recours à un langage technique ou à un 'jargon' de métier) 
Cependant, la pédagogie n'est pas l'apanage des enseignants, même si sa pratique requiert dans ce cas des techniques particulières. C'est un instrument indispensable à tous ceux qui veulent transmettre un savoir, une façon de faire ou même de se comporter, qui demande d'abord d'adapter son attitude verbale et non verbale à la situation pédagogique, à l'environnement tel qu'il se présente "hic et nunc". Et dans ce dernier cas, le langage en est le vecteur principal.
La pédagogie est d'abord un langage adapté à son ou ses objectif(s). Sur des concepts difficiles à saisir -comme le mot 'management' lui-même par exemple- elle s'appuie sur des comparaisons, des métaphores normalement mieux connues des participants ou a recours également à des métonymies en créant une relation logique entre deux réalités, procédés des sciences du langage qui permettent d'approcher des concepts indirectement en se basant sur les connaissances concrètes et syntaxiques des personnes en formation. et aussi on doit considérer les différentes notions de Gestions pour pouvoir déterminer laquelle des notions qu'on doit adopter.
La dialectique, l'art du raisonnement logique, dépend aussi du public et des objectifs poursuivis. Comme l'a noté Romain Rolland :  « Il s'était fait un peu la façon de penser du peuple. Il en avait la dialectique lente, le bon sens raisonneur. » Ainsi, elle peut donc être plus ou moins subtile, rigoureuse, s'adressant plus à la raison ou plus aux sentiments selon la formation et les attentes des locuteurs.

## Rhétorique et pédagogie
Un chercheur comme Chaïm Perelman dans son Traité d'argumentation pose bien la valeur d'argumentation de la figure de style qui, après Aristote  dans son traité de Rhétorique, en est un élément essentiel qui représente la synthèse d'une argumentation, comme la métaphore par exemple qui résume l'analogie.
L'objectif principal de l'enseignement de la rhétorique est double : acquérir et développer l'esprit critique essentiel dans la formation du citoyen et promouvoir un état d'esprit créatif. La pédagogie active a tendance à y inclure des exercices oraux d'argumentation ainsi que la pratique du théâtre. Ils permettent à chacun d'avoir un apprentissage diversifié et de s'approprier des méthodes de réflexions indispensables à une bonne pratique du management.

## Management, pédagogie et formation
Les premiers pédagogues et Piaget en particulier, ont défini la pédagogie comme l’ensemble des modalités cognitives permettant de transmettre un savoir, des informations de quelque nature qu’elles soient. Il faut donc éviter de confondre le management de la formation qui englobe les différentes techniques permettant de mettre en œuvre et de réaliser des actions de formation et le management de la pédagogie qui concerne les différentes méthodes pouvant être utilisées dans un enseignement donné. Il s’adresse à l’enseignant qui doit opérer des choix pour transmettre dans les meilleures conditions, tel ou tel contenu. Il existe donc une interaction étroite entre le contenu du message, son substrat didactique et la dialectique mise en œuvre. 
Cette définition peut être étendue à toute personne détentrice d’un message à transmettre qui, pour cela, doit discriminer entre les techniques disponibles et retenir une pédagogie adaptée à l’objectif à atteindre. (type de méthode, type de communication, canal de communication...) Manager la pédagogie repose ainsi sur un choix délibéré d’un intervenant à qui incombe la responsabilité de retenir la ou les méthode(s) adéquate(s) en fonction du groupe ou de son locuteur, du contenu à transmettre et de la relation communicationnelle à établir, pour pouvoir s’adapter à la situation pédagogique globale telle qu’elle se présente ‘ici et maintenant’.

## Management des activités
Si le terme Management vient du français médiéval 'Ménager' (gérer, tenir son ménage, son foyer), le concept contemporain est anglo-saxon. Il a d’abord concerné la gestion générale de l’entreprise et les techniques mises en œuvre pour optimiser la production comme l’a théorisé Frederick Taylor vers 1885 et ce qu’il appelle l’OST, l'organisation scientifique du travail. Taylor y voyait aussi un moyen de simplifier, de rationaliser le travail de l’homme alors que la remise en cause progressive du travail à la chaîne, corollaire de l’application de ses principes, signifie qu’il est considéré comme un esclavage moderne, l’homme suivant le rythme de sa machine, devenant son esclave, son servant.
D’autres ont ensuite poursuivi dans cette voie, l’ont même systématisée pour arriver à une parfaite maîtrise des principes tayloriens, que ce soit sur le plan conceptuel, basé sur les théories de l’économiste anglais David Ricardo et suivi sur le plan productif par les pionniers de l’automobile comme Henry Ford. Telle était alors la pédagogie appliquée à l’entreprise : aider les hommes à produire en leur inculquant les gestes essentiels à l’exécution de leur tâche, une approche purement utilitaire proche de Stuart Mill.
Ces conceptions ont provoqué en réaction la critique marxiste de l’aliénation ou la critique humaniste de Joseph Proudhon, 1846 Ces vues essentiellement productivistes de la relation homme-travail ont abouti à la naissance d’un esclavage industriel qu’un écrivain comme Charles Dickens a largement mis en lumière.
C’est un Français Henri Fayol qui va étendre l’OST aux fonctions administratives et lancer ainsi les bases de ce qu’on appellera plus tard le management. Ses conceptions vont déboucher sur deux composantes essentielles :
- Les méthodes de direction de l’entreprise recouvrant les méthodes quantitatives de gestion et la prospective ;

-  Les méthodes de gestion des ressources humaines dédiées à l’encadrement qui doivent répondre à deux impératifs contradictoires : augmenter la production et faire en sorte que l’homme puisse s’épanouir dans son travail.
Cette conception aura un impact important sur la pédagogie appliquée à l’entreprise et va mettre l’accent sur la dimension humaine du travail  et les besoins des hommes, conception qu’on trouve aussi bien chez des écrivains comme Simone Veil que des penseurs américains comme Maslow et sa théorie de la hiérarchie des besoins humains.
Ce courant va générer une réflexion et une prise de conscience, surtout de psycho-sociologues américains, qui aboutiront à l’école des Relations humaines dominée par le psycho-sociologue américain Elton Mayo dans les années cinquante qui marqua profondément l’évolution des conditions de travail dans les décennies suivantes. Il va aussi bouleverser les pédagogies appliquées, aussi bien dans l’entreprise que dans le domaine de la formation.
En ce qui concerne l’entreprise : 

Le but est d’élaborer une pédagogie de l’information et de la concertation. L’encadrement est directement intégré à cette orientation et doit faire accepter dans de bonnes conditions les orientations managériales. Pour y parvenir, sa marge de manœuvre étant limitée, il doit devenir un pédagogue pour 'faire passer' les évolutions nécessitées par le pilotage des évolutions (auto organisation, fixation des objectifs individuels et collectifs, évaluation...). L’accent est mis sur les apports positifs de la participation, les vertus de l’action collective et des réunions de prise de décision, les dangers des relations négatives et la prévention des dérives possibles.
En ce qui concerne la formation pour adultes :

Le système de formation de l’entreprise –qu’il soit interne ou confié à des sociétés de service- est sollicité pour mettre en œuvre une pédagogie donnant aux participants les clefs pour mieux s’adapter aux évolutions en cours et mieux participer à la vie de l’entreprise. L’objectif recherché est d’agir sur les compétences –s’adapter à un poste de travail évolutif- de faire prendre conscience aux participants de leurs propres responsabilités vis-à-vis de leurs collègues, leur interdépendance, et de l’entreprise. Les moyens pédagogiques mis en œuvre dans ces formations aux relations sociales et professionnelles reposent essentiellement sur des modèles psycho-sociaux tels que la Dynamique de groupe, l'analyse transactionnelle et la PNL.

## Management de la pédagogie
Le management de la pédagogie est l'organisation des ressources pédagogiques. À l'école, le management de la pédagogie est de la responsabilité de l'intendance relativement à la mise à disposition du matériel et des locaux. Mais l'enseignant peut être autonome dans sa démarche d'utilisation du matériel et la démarche pédagogique liée. En entreprise, elle est réalisée soit par le service des ressources humaines, soit par le chef de projet mais celle-ci peut être complètement externalisée. Son but est d'optimiser l'apprentissage. Il donne toutes les ressources nécessaires à l'application de la pédagogie sélectionnée. Dans le cadre d'une pédagogie inductive, le management organisera par exemple le contact avec la difficulté à dépasser de manière progressive et réaliste.
Le management de la pédagogie cherchera la mise en valeur des supports pédagogiques suivants :
- Un texte ou un ensemble de textes,
- Une image : photo, affiche, caricature, tableau...
- Une œuvre intégrale, littéraire ou autre,
- Un enregistrement,
- un film de cinéma,
- Une émission d'information, un reportage, une fiction...,
- Un sommaire, para-texte (ce qui est à côté du texte)...,
- La presse écrite : éditorial, Une, article d'info, article polémique...,
- Une œuvre épistolaire,
- Une œuvre architecturale,
- Une statue...

Le management de la pédagogie pourra utiliser les matériels suivants :
- Photocopie,
- Rétroprojecteur,
- Ordinateur (internet, cédéroms),
- Magnétophone,
- Caméscope,
- Vidéoprojecteur,
- Manuels,
- Journal...

La management de la pédagogie pourra rechercher certaines productions :
- Un dossier,
- Un exposé,
- Un devoir "à la manière de"
- Un travail écrit type examen,
- Un travail écrit formatif (critique, article, slogan...)
- Un montage audio-visuel,
- Une page internet,
- Une exposition,
- Une scène jouée,
- Un mime,
- Un tableau ou un schéma de synthèse...

En matière de pédagogie des adultes, le management est basé sur : 
- Le management des hommes : réflexions, méthodes et outils adaptés à la problématique de l'environnement considéré, amélioration de la dynamique du management interne, mise au point de démarches d’évaluation et de processus de conduite d'entretiens;
- Méthodes et outils d’amélioration : techniques de résolution de problèmes et de gestion du temps;
- Élaboration du processus : former les tuteurs et les formateurs d’adultes, bâtir si nécessaire des projets partagés et savoir conduire des réunions de concertation.

En fait, ce qui est recherché de plus en plus, surtout avec l'irruption de l'informatique dans la sphère pédagogique, c'est une optimisation de l'interface homme-machine, utiliser les moyens techniques à la demande selon les objectifs pédagogiques qu'il ne faut jamais perdre de vue et les intégrer dans la séance de formation. Par exemple, dans une séance de formation sur l'étude des perceptions, il est très intéressant -et même indispensable- d'utiliser une caméra pour filmer les scènes et un écran pour ensuite les visionner, mais l'essentiel reste la façon dont l'enseignant dirige sa séance et fait ressortir les écarts entre le vécu d'un travail en groupe et la perception qu'en ont les participants lors de la séance de discussion et du debriefing qui la suit normalement.

## Apport de la psychosociologie en pédagogie et management

### Interactions
L'apport essentiel est la mutation de l'enseignant classique, celui dont l'action est centrée sur les contenus, en un animateur de formation, centré aussi bien sur les contenus que sur le fonctionnement du groupe dont il a la charge (et des individus qui le composent). Cette conception signifie qu'il intervient à la fois sur le collectif, recherchant les actions qui dynamisent le groupe, ont un impact positif sur chacun, et sur un suivi personnel s'assurant ainsi du développement, de l'épanouissement de chaque personne dans son groupe.
Les managers, à quelque échelon qu'ils soient situés, doivent intégrer les aspects relationnels dans leurs fonctions et prendre en compte ce type de difficultés qui hypothèquent les résultats du groupe dont ils ont la charge.

### Suivi et fonctionnement de groupe
La psychosociologie permet de mettre à jour les phénomènes de groupe et pour l'animateur, d'en être au moins conscient pour pouvoir agir en conséquence de cause, confronté à des réactions d'affrontement dans les phénomènes de Leadership ou des réactions de conformité, surtout quand la pression du groupe s'exerce fortement sur les personnes. Ce dernier phénomène a bien été mis en lumière par les travaux de Jack Bruce et surtout de Solomon Asch, psychologue  d'inspiration Gestaltiste et pionnier de la psychologie sociale.
Dans ce domaine, c'est sans doute le psychologue américain Milton Erickson dont l'influence a été la plus marquante. Son approche repose sur l'idée que chaque personne possède en elle des ressources adaptées à une situation, même si elle n'en est pas consciente. Le travail de l'animateur doit permettre de mettre au jour ses possibilités, de révéler ses potentiels et les transformer en compétences. Il a également mis en lumière l'importance du langage comme signe dans l'expression non verbale et gestuelle qui dément parfois le message oral.